# Atomic Blonde
Atomic Blonde – amerykański thriller szpiegowski z 2017 roku w reżyserii Davida Leitcha, na podstawie serii powieści graficznych The Coldest City Antony’ego Johnstona i Sama Harta. W filmie wystąpili m.in. Charlize Theron i James McAvoy.

## Fabuła
Agentka Lorraine Broughton (Theron) zostaje wysłana przez MI6 z misją do Berlina. Ma zdobyć listę tajnych agentów, która mogłaby ich zdemaskować i potencjalnie doprowadzić do zaostrzenia kończącej się zimnej wojny. Tam rozpoczyna rozgrywkę o listę z Davidem Percivalem z MI6 (McAvoy), francuską agentką Delphine Lasalle i Bremovychem z KGB. Sytuację komplikuje fakt, że lista zawiera również niebezpieczna prawdę o samej Lorraine.

## Obsada

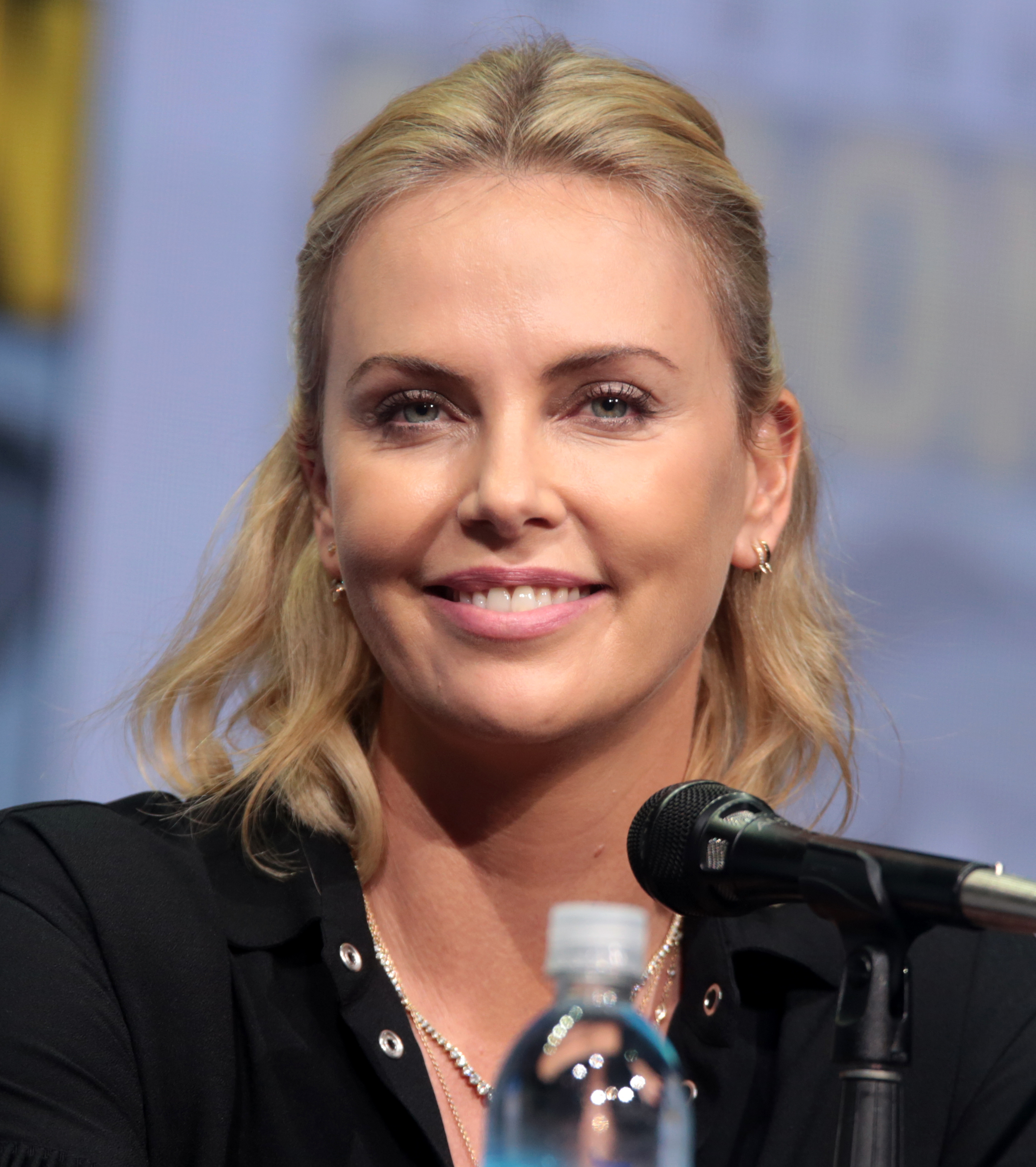
Theron (2017)

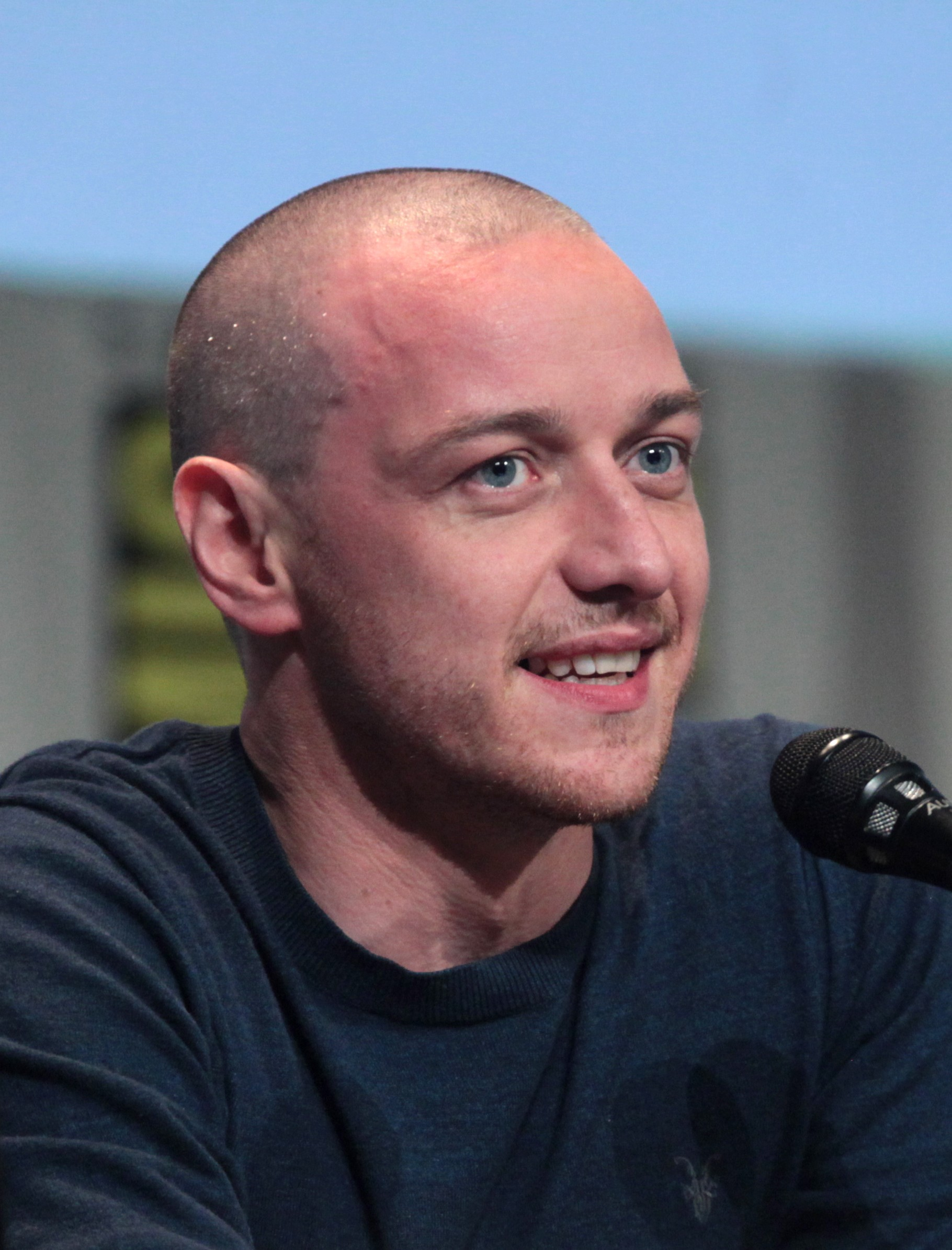
McAvoy (2015)

| Aktor                       | Rola                 |
| --------------------------- | -------------------- |
| Charlize Theron             | Lorraine Broughton   |
| James McAvoy                | David Percival       |
| Sofia Boutella              | Delphine Lasalle     |
| Roland Møller               | Aleksander Bremovych |
| John Goodman                | Emmett Kurzfeld      |
| Til Schweiger               | Zegarmistrz          |
| Eddie Marsan                | Spyglass             |
| Toby Jones                  | Eric Gray            |
| James Faulkner              | szef MI6             |
| Jóhannes Haukur Jóhannesson | Yuri Bakhtin         |
| Barbara Sukowa              | koroner              |
| Bill Skarsgård              | Merkel               |
| Sam Hargrave                | James Gascoigne      |

## Odbiór

### Box office
Budżet filmu wyniósł 30 milionów dolarów. W Stanach Zjednoczonych i Kanadzie film zarobił blisko 52 mln USD. W innych krajach przychody z biletów szacowane są na ponad 48, a łączny przychód na 100 milionów dolarów.

### Krytyka w mediach
Film spotkał się z pozytywną reakcją krytyków. W serwisie Rotten Tomatoes 79% z 367 recenzji jest pozytywne, a średnia ocen wyniosła 6,6/10. Na portalu Metacritic średnia ocen z 50 recenzji wyniosła 63 punkty na 100.